# Victor-Amédée Ier
Victor-Amédée Ier de Savoie, né à Turin le 8 mai 1587, mort à Verceil le 7 octobre 1637, est duc de Savoie et prince de Piémont de 1630 à 1637.

## Biographie
Il est deuxième fils de Charles-Emmanuel Ier, duc de Savoie et prince de Piémont, et de Catherine-Michelle d'Espagne. Son frère aîné, Philippe-Emmanuel (1586-1605) meurt à l'âge de dix-neuf ans.
Bien que beau-frère du roi de France, il lui fait la guerre. Vaincu, il doit signer le traité de Cherasco (1632).
Dans cette période de paix, il accueille à sa cour la peintre Giovanna Garzoni, connue pour ses natures mortes qui fit son portrait.
Quatre ans après, il s'allie par le traité de Rivoli à la France contre l'Autriche et remporte sur le marquis de Léganés deux batailles à Tornavento (1636) et à Mombaldone (1637). Il meurt peu de jours après.
Son corps est enterré dans la cathédrale Saint-Eusèbe de Verceil (Piémont).

## Mariage et descendance
Victor-Amédée épouse le 10 février 1619 Christine de France (1606-1663), troisième enfant et deuxième fille d'Henri IV de France et de Marie de Médicis, ce qui fait de lui le beau-frère de Louis XIII de France, de Philippe IV d'Espagne et de Charles Ier d'Angleterre.
Ils ont 7 enfants :
1. Louis-Amédée (1622-1628) ;
2. Louise-Christine (1629-1692) épouse en 1642 Maurice de Savoie (1593-1657) ;
3. François-Hyacinthe (1632-1638) ;
4. Charles-Emmanuel II (1634-1675) épouse en 1663 Françoise-Madeleine d'Orléans (1648-1664) et en 1666 Marie-Jeanne de Savoie-Nemours (1644-1724) ;
5. Marguerite-Yolande de Savoie (1635-1663) épouse en 1660 Ranuce II Farnèse (1630-1694), duc de Parme ;
6. Henriette-Adélaïde de Savoie (1636-1676) épouse en 1652 Ferdinand-Marie, Duc-électeur de Bavière (1636-1679) ;
7. Catherine-Béatrice (1636-1637).